# Let the Bad Times Roll
Let the Bad Times Roll är det amerikanska punkrockbandet The Offsprings tionde studioalbum, släppt den 16 april 2021 via skivbolaget Concord Records. Som producent för Let the Bad Times Roll valde The Offspring att återigen samarbeta med Bob Rock. Detta är det första album som Greg K., som hade varit basist i The Offspring sedan grundandet 1984, inte medverkar på då han hade fick lämna bandet i november 2018. Greg K. ersattes istället av Todd Morse, som hade varit en av The Offsprings turnerande medlemmar under flera års tid. Let the Bad Times Roll var även det sista albumet trumslagaren Pete Parada medverkade på.
Let the Bad Times Roll lanserades nio år efter The Offsprings senaste studioalbum, Days Go By, och är bandets första album att släppas via Concord Records. Let the Bad Times Roll försenades på grund av bandets turnerande, byte av bandmedlemmar, legala problem samt att The Offspring fick söka upp ett nytt skivbolag efter att de hade brutit med Columbia. 
Bandmedlemmarna var till en början intresserade av att lansera Let the Bad Times Roll på Columbia, men skivbolaget ansåg att i och med att The Offspring hade uppfyllt sitt kontrakt så var de inte intresserade av att lansera nästa album med bandet. Bandmedlemmarna sökte inte direkt upp ett nytt skivbolag utan det var först när de blev kontaktade av Concord Records som det kändes rätt för dem.
Albumet var färdigt att lanseras redan 2020, men försenades på grund av coronaviruspandemin 2019–2021. The Offspring valde då att arbeta mer med Let the Bad Times Roll under pandemin och de mixade om några av låtarna, vilket (enligt Holland) förbättrade albumet. Enligt Holland valde bandmedlemmarna att inte sätta press på sig själva med att spela in ett nytt studioalbum på kort tid utan istället låta det ta sin tid. Holland nämnde även att det var först under 2021 som han kände att det passade att lansera albumet.
På frågan om albumets relativt korta längd svarade Holland att han ville undvika utfyllnadslåtar på Let the Bad Times Roll. Han kommenterade att The Offspring hade kunnat tillbringa ytterligare sex månader till ett år i studion för att spela in flera låtar, men att han inte kände att det var aktuellt.
Let the Bad Times Roll släpptes på vinylskivor med olika färger samt på kassettband. En tävling hölls i Storbritannien, där vinsten var två biljetter till turnén i Storbritannien och på Irland i november 2021. För att vinna behövde de tävlande ladda upp ett fotografi på Let the Bad Times Roll, eller en kvittens på inköpet av albumet, före den 22 april 2021.
Noodles har sagt att hans favoritlåtar från albumet är "Behind Your Walls" och "This Is Not Utopia", även om han kommenterade att hans åsikt ändrade sig dag för dag. Holland har sagt att både "This Is Not Utopia" och "Let the Bad Times Roll" handlar om de svåra tider som han ansåg pågick över hela världen. Den senare riktade sig i synnerhet mot de statsöverhuvuden som inte uppmärksammade problemen utan snarare lät dem fortgå, därav låtens titel. "This Is Not Utopia" var även en av de sista låtarna att skrivas för Let the Bad Times Roll. "Behind Your Walls" handlar om att försöka förstå och hjälpa någon som är fast i en depression och den berör även psykiska störningar. Både Noodles och Holland tyckte att "Hassan Chop" var den låt som var mest inspirerad av punkrock och Noodles ansåg att den lät som det sound The Offspring hade på sitt debutalbum. "Hassan Chop" handlar om våldsamheterna i Mellanöstern och är en reflektion över om dessa konflikter någonsin kommer att lösas. Gitarrsolot i "Hassan Chop" återanvändes från den tidigare demolåten "Call It Religion", som bandet lanserade 1986. Från "Call It Religion" återanvändes även ett gitarriff i "Breaking These Bones". "Breaking These Bones" handlar om hur känslomässigt lidande kan manifesteras och bli till fysiskt lidande och låten är inspirerad av TSOL. "In the Hall of the Mountain King" är en tolkning av Edvard Griegs I bergakungens sal; The Offspring har uppträtt med denna låt sedan åtminstone 1987. Noodles kallade "Lullaby" för en "drömsk [och] nedsaktad" version av "Let the Bad Times Roll", som bandmedlemmarna tyckte passade in som avslutning av albumet då de föreställde sig en LP-skiva som spelades på en vinylspelare. Enligt Noodles handlar "We Never Have Sex Anymore" om den falnande passion som personer i ett förhållande kan känna. "Gone Away" släpptes först på Ixnay on the Hombre medan versionen som släpptes på detta album har ett lugnare tempo, där Holland spelar piano. The Offspring hade börjat spela denna version under konserter flera år före lanseringen av Let the Bad Times Roll och Holland har sagt att bandets fans efterfrågade en studioinspelning av denna version, vilket bandmedlemmarna ville tillgodose. "Gone Away" handlar om sorgen efter att ha förlorat någon som stod en nära och Holland ansåg att genom att dra ned på tempot från den ursprungliga versionen gav det låten en mer personlig känsla. "The Opioid Diaries", som handlar om beroende, hade arbetstiteln "It Won't Get Better" när The Offspring uppträdde med den under konserter före albumets lansering. "Coming for You" handlar om hur någon eller några personer är trötta på att vara i underläge och bestämmer sig för att göra revolt.
Holland har sagt att två färdigställda och två till tre halvfärdiga låtar exkluderas från Let the Bad Times Roll. En låt som spelades in impromptu under albumets produktion hade titeln "It's All Good", men enligt Holland hade The Offspring inga planer på att färdigställa denna låt.
Holland har sagt att albumtiteln är en sorts fortsättning på den samhällsskildring han gjorde i "Stuff Is Messed Up" på Rise and Fall, Rage and Grace. Noodles har sagt att albumtiteln kan tolkas på två olika sätt: antingen som att man accepterar allt det negativa som händer i världen för att man inser att det inte går att göra något åt det eller så kan det tolkas som att ledarna i vissa länder väljer att förstärka sina sämsta egenskaper och skapa oroligheter i världen. Han påpekade också att Let the Bad Times Roll berörde den våg av ursprungsfokuserad nationalism som spred sig vid tillfället. Albumets framsida har beskrivits som en Shiva fast sminkad och utklädd som under de dödas dag. Noodles har sagt att på framsidan berörs olika samhällsproblem såsom opioidberoende, anarki, masskjutningar och girighet. Holland var med och bestämde albumets tema och design tillsammans med Daveed Benito. Albumomslaget nominerades i kategorin Best Album Artwork under Heavy Music Awards 2022.
Let the Bad Times Roll tog längre tid att producera än The Offsprings tidigare album, då Holland bestämde sig för att fokusera på att slutföra sin filosofie doktorsexamen inom molekylärbiologi och att bandet turnerade mycket. Noodles har sagt att det främst var under de sista 2–3 åren före albumets lansering, som Let the Bad Times Roll började ta form.

## Mottagande
På Metacritic har Let the Bad Times Roll betyget 54 av 100, baserat på 6 recensioner.

## Låtlista
Alla låtar är skrivna och komponerade av Dexter Holland, om inte annat anges. 
| Nr           | Titel                            | Längd |
| ------------ | -------------------------------- | ----- |
| 1.           | This Is Not Utopia               | 2:38  |
| 2.           | Let the Bad Times Roll           | 3:18  |
| 3.           | Behind Your Walls                | 3:21  |
| 4.           | Army of One                      | 3:11  |
| 5.           | Breaking These Bones             | 2:46  |
| 6.           | Coming for You                   | 3:48  |
| 7.           | We Never Have Sex Anymore        | 3:30  |
| 8.           | In the Hall of the Mountain King | 1:00  |
| 9.           | The Opioid Diaries               | 3:01  |
| 10.          | Hassan Chop                      | 2:20  |
| 11.          | Gone Away                        | 3:16  |
| 12.          | Lullaby                          | 1:12  |
| Total längd: | Total längd:                     | 33:21 |

| 1.           | Guerre Sous Couvertures (franskspråkig version av "We Never Have Sex Anymore") | 3:30  |
| 2.           | The Opioid Diaries (liveversion)                                               | 3:50  |
| Total längd: | Total längd:                                                                   | 40:41 |